# Исегер, Ваут
Ваутер (Ваут) Исегер (нидерл. Wouter "Wout" Iseger; 19 декабря 1901, Амстердам — неизвестно) — нидерландский футболист, игравший позиции крайнего нападающего, выступал за команды «Аякс» и «Харлем».

## Спортивная карьера
В августе 1924 года Исегер стал игроком футбольного клуба «Аякс», до этого он играл в чемпионате Амстердама. Ваут, игравший на позиции левого крайнего нападающего, впервые сыграл за клуб в финале турнира Золотой крест, который состоялся 1 сентября. Он стал автором третьего гола в ворота клуба АФК, который в итоге стал победным для его команды.
В чемпионате Нидерландов дебютировал 7 декабря на выезде против РКХ. Встреча завершилась разгромной победой амстердамцев со счётом 0:5. В том сезоне Исегер сыграл ещё в трёх матчах чемпионата и отметился одним забитым голом в матче с ДФК. «Аякс» по итогам сезона занял третье место в группе и не смог выйти в финал чемпионата. В кубке страны амстердамцы дошли до четвёртого раунда — Исегер сыграл во всех четырёх матчах и забил два гола.
В следующем сезоне нападающий получал больше игрового времени, сыграв в одиннадцати матчах чемпионата, во многом это было связано с уходом форварда Яна де Натриса в «Витесс». Счёт своим голам в сезоне Ваут открыл во втором туре против АСК, сделав дубль. В чемпионате он отличился шестью голами, став третьим бомбардиром команды после Франса Рютте и Вима Волкерса.
В общей сложности за четыре года Исегер принял участие в 45 матчах первенства Нидерландов, забив в них 18 голов. В последний раз в составе «Аякса» он выходил на поле 17 мая 1928 года в матче с «Велоситас».
В том же году Ваут перешёл в клуб второго класса «Харлем», в составе которого дебютировал 7 октября в игре с ДЕК, отметившись голом. Исегер помог команде по итогам сезона одержать победу во втором классе. В стыковых матчах «Харлем» одержал вверх над клубами «Зебюргия» и УВВ, и вернулся в первый класс Нидерландов.

## Личная жизнь
Ваутер родился в декабре 1901 года в Амстердаме. Отец — Хендрикюс Йозефиюс Исегер, был родом из Утрехта, мать — Энгелтье Алтинк, родилась в Вормервере. Помимо него, в семье было ещё пятеро детей: сыновья Лендерт Антони и Волкерт, дочери Йоханна Брехтье, Лобрехта Гертрёйда и Гертье.
Женился в возрасте двадцати семи лет — его супругой стала 27-летняя Марианна Гейссен, уроженка Амстердама. Их брак был зарегистрирован 31 октября 1929 года в Амстердаме. На момент женитьбы работал офисным служащим. Супруга Марианна умерла в декабре 1992 года в возрасте 90 лет в доме престарелых.

## Достижения
«Харлем»
- Победитель Второго класса чемпионата Нидерландов (2): 1928/29, 1931/32

## Статистика по сезонам

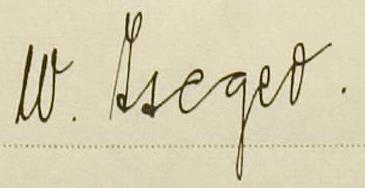
Автограф Исегера, оставленный им в день бракосочетания, 31 октября 1929 г.

| Клуб | Сезон   | Первый класс | Первый класс | Кубок Нидерландов | Кубок Нидерландов | Итого | Итого |
| Клуб | Сезон   | Игры         | Голы         | Игры              | Голы              | Игры  | Голы  |
| ---- | ------- | ------------ | ------------ | ----------------- | ----------------- | ----- | ----- |
| Аякс | 1924/25 | 4            | 1            | 4                 | 2                 | 8     | 3     |
| Аякс | 1925/26 | 11           | 6            | 0                 | 0                 | 11    | 6     |
| Аякс | 1926/27 | 24           | 11           | 0                 | 0                 | 24    | 11    |
| Аякс | 1927/28 | 6            | 0            | 0                 | 0                 | 6     | 0     |
| Аякс | Итого   | 45           | 18           | 4                 | 2                 | 49    | 20    |